# Динамия
Динамия (60 г. до н. э. — 12 г. до н. э.) — царица Боспора, внучка Митридата Великого, дочь Фарнака II. Родоначальница династии Сарматов.

## Биография
Динамия родилась приблизительно в 65 году до н. э.
Её дед — Митридат Великий, проиграв военное сражение Гнею Помпею и увидев, как его предаёт любимый сын — Фарнак II, покончил с собой в 63 до н. э.
Её отец (боспорский царь Фарнак II) в мае 47 до н. э. предложил Динамию в жёны Гаю Юлию Цезарю (дипломатический ход для демонстрации своей лояльности), дабы избежать сражения с римской армией и отвлечь Рим от своих планов восстановить независимость Боспора. Цезарь отклонил предложение, ему нужна была военная победа и он её получил. Именно тогда Цезарь послал в Сенат своё (ставшее ныне знаменитым) краткое сообщение — «Пришёл, увидел, победил». Фарнак II бежал, но был убит из-за предательства Асандра.

### Первый брак
18-летняя Динамия не только осталась без поддержки отца, но и столкнулась с прямой угрозой потерять наследственную власть и свою жизнь.
С одной стороны имели место внутренние проблемы: боспорские греки и окружавшие их местные синдо-меотские племена были недовольны политикой ограничения полисных свобод и неудачными военными походами Фарнака II, поэтому они одобряли притязания на боспорский престол Асандра (имя греческое), которого Фарнак II ранее назначил наместником Боспора. Когда Пантикапей (тогдашняя столица Боспора) оказался фактически в полном подчинении Асандра, то у боспорян появилась возможность полной смены Ахеминидо-Митридатовской династии, путём свержения Динамии.
С другой стороны — Рим, который мечтал о том, чтобы полностью подчинить Боспор и искоренить все порядки, установленные ещё Митридатом Великим.
Оказавшись между молотом и наковальней, Динамия проявила навыки стратегического мышления, гибкость, использовала слабые места в позициях Асандра.
Самым уязвимым местом Асандра был его титул — он носил титул архонта, а не царя. Царский титул её отца — Фарнака II, был ранее официально одобрен Римом. Следовательно Асандр, предавший Фарнака II, в глазах Рима мог быть лишь узурпатором. С позиции официальной политики Рима, у Динамии было больше оснований на власть, нежели у Асандра.
Следующим, причём более уязвимым местом Асандра было отсутствие у него поддержки со стороны местных, синдо-меотских племён (которых Рим именовал «варварами»), так как они ранее получили от Митридата и Фарнака II немало торговых привилегий (которые они боялись потерять при смене царской фамилии).
В случае военной конфронтации Динамия могла победить Асандра. Однако, она опасалась, что в случае такой победы она испортит возможность иметь в будущем спокойные и предсказуемые отношения с Римом и греческими городами. Её возможная победа против Асандра влекла за собой военное вмешательство римлян и как итог — свержение её династии, что её не устраивало.
И тут Динамия приняла решение — вступить в брак с Асандром (узурпатором и убийцей её отца), по её расчетам Асандр не мог отказаться от такого предложения, и она оказалась права — для него этот «брак» был единственным способом закрепить легитимные права на трон, получить поддержку местного населения и обратиться к Риму для утверждения его на царствование.
В лице Асандра, Рим (в лице Марка Антония) видел человека, вполне подходящего для разрушения в Боспоре всего, что создано Митридатом Великим, поэтому разрешение на брак было дано незамедлительно.
Пока неизвестно, как сильно царица Динамия влияла на политику Асандра, но точно известно, что в следующий период Боспор стал сильнее, присоединил новые земли, отстраивал города, гавани, развивал торговлю и т. д. Очевидно, Асандр поддерживал систему управления, созданную ещё Митридатом, постепенно укреплял независимость Боспора, что противоречило тому, что от него изначально ожидалось Римом, то есть стало вызывать беспокойства нового императора Августа.
Агриппа посоветовал императору изменить соотношение сил на Боспоре в пользу Динамии и добиться отстранения её мужа от власти, возможно, при этом учитывалось и то, что Асандр ранее имел поддержку Марка Антония, которого ненавидел император. Политическая активность и регулярные проявления лояльности со стороны Динамии укрепили её престиж в глазах римлян и несколько успокоили отношение к ней со стороны греческих городов Боспора.
Примерно в 22-20 годах до н. э. император Август вместе с Агриппой будучи на Боспоре отказал в поддержке Асандру, не санкционировав выпуск им золотых монет, а Динамии разрешил выпустить золотой статер в 20 г. до н. э. (причём с отсчётом годов правления её деда и отца). Этим Рим давал понять, что желает отказаться от услуг своего прежнего «друга» Асандра и намерен поддержать промитридатовские круги во главе с Динамией.
Если раньше надписи на монетах или посвятительная надпись на постаменте статуи Посейдону Сосинею и Афродите Навархиде, поставленная боспорским навархом Панталеоном в царствование царя Асандра и царицы Динамии , демонстрировали царственные права обоих супругов, то новые надписи (без упоминания Асандра) были явным намёком на его неугодность.
Археологи обнаружили серию эпиграфических памятников в честь Динамии в крупнейших городах Боспора Пантикапее, Фанагории, Гермонассе и на периферии.
Сохранились два уникальнейших золотых статера 20 и 16 гг. до н. э., датированных по вифино-понтийской (боспорской) эре и выпущенных одной Динамией. На лицевой стороне портретное изображение Царицы, на оборотной герб Ахеменидов  восьми лучевая Вергинская звезда и полумесяц, справа - АПΣ (281г.б.э.) или ZOΣ (277г.б.э.) и надпись ΒΑΣΙΛΙΣΣНΣ ΔΥΝΑМЕΩΣ с греч. — «Царица Динамия» .
Статер 16 г. до н. э. выпущен в год выпуска последнего золотого царя Асандра, датированного по эре его собственного правления. Факт применения Асандром своей эры указывает на конфликт в правах супругов, который был инициирован Римом.
В том же 16 г. до н. э. престарелый Асандр умер.

### Второй брак

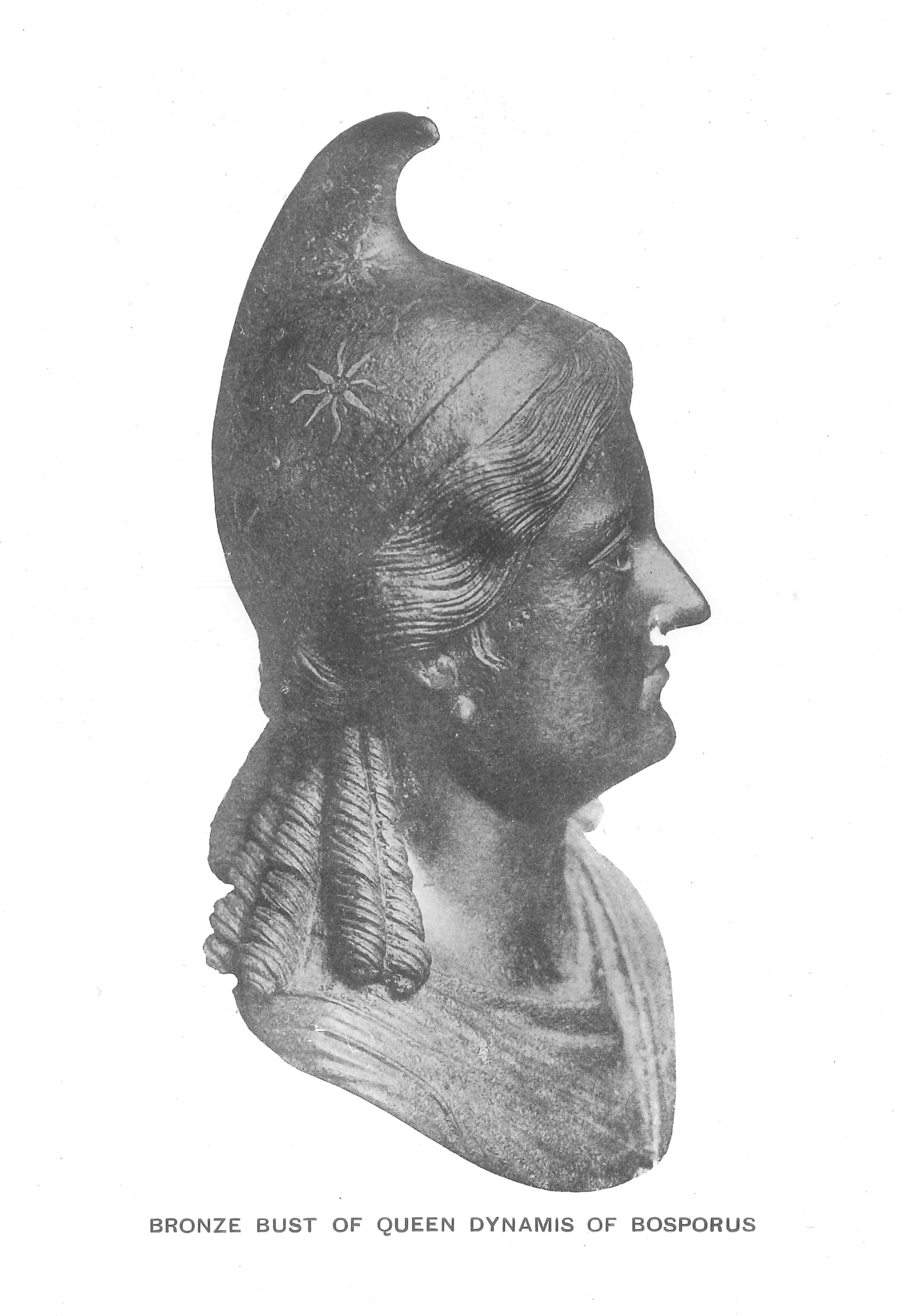
Бронзовый бюст боспорской царицы в Эрмитаже, традиционно идентифицируемый как Динамия

В последние годы жизни Асандра Рим всё активнее пытался ослабить Боспор, для чего было необходимо дискредитировать Асандра.
С одной стороны: Рим открыто противопоставлял Асандру Динамию.
С другой (тайной) стороны: Рим с особой миссией по свержению Асандра направил на Боспоре некоего Скрибония, который выдавал себя за внука Митридата Евпатора и утверждал, что лично Август сделал его царём. Скрибоний использовал то, что широкие слои населения, особенно меотское окружение с эллинизированной знатью, поддерживали Динамию, видя в ней сторонницу политической независимости Боспора и сторонницу уже ставших привычными торговых традиций (как продолжателя дела отца и деда).
Рим не мог открыто ставить вопрос о лишении Динамии царского трона, а низложение Асандра, пришедшего к власти незаконно, представлялось более реальным делом.
Рим всегда стремился покончить с Динамией, чтобы похоронить память о Митридате. Однако, Динамия умело и активно демонстрировала свою лояльность, поэтому Риму пришлось признать царицу своим другом, и он не решился открыто поддержать притязания Скрибония на трон Боспора.
Очевидно, что Динамия разгадала эту интригу Августа и Агриппы, так как по сохранившимся записям видно, что она стала чаще выражать глубокую признательность, делает в их честь посвящения и т. п. Многие полагают, что она переименовала Гермонассы в Кесарию (в честь Августа), а Фанагорию — в Агриппию (в честь М. Випсания Агриппы).
В новых монетах «формально расширила права Рима над собой», а именно наряду с указанием, что она дочь Фарнака и внучка Митридата Евпатора, появилось дополнение «друг римлян». Вероятно она принимала и иные неизвестные нам меры, направленные на демонстрацию лояльности Риму, да и было за что — она единолично правила Боспором.
Тем не менее, Скрибоний заявлял всё больше притязаний на трон Боспора, поэтому её сторонникам пришлось провести агитационную работу, чтобы донести до всех боспорян мысль и убедить их в том, что Скрибоний — агент Рима, подосланный с целью покончить с независимым Боспором (фактически разоблачая тайную интригу Рима).
Сама же Динамия, чтобы не терять репутацию «друга римлян», применила к Скрибонию уже однажды испытанный приём — сделала ему предложение на брак.
Император Август, учитывая твёрдые позиции Динамии, не мог открыто поддержать Скрибония в его претензиях на трон, но, не утвердив брак, можно было потерять контроль над ситуацией полностью, поэтому император дал разрешение на брак.
Однако, испуганные перспективой оказаться под властью Рима, агентом которого уже считался именно Скрибоний, боспоряне не поддержали притязания нового супруга их царицы на власть, на что, видимо, и рассчитывала Динамия.
Найденные боспорские монеты следующих периодов (после смерти Асандра) не содержат имени Скрибония, при этом Динамия выступает в них в блеске славы и величия.
Власть Скрибония была на Боспоре, и оттеснить Динамию от власти фактически не удалось, царю Скрибонию никто не подчинялся. Риму не осталось ничего другого как лишить последнего своей поддержки. Как только проявилось, что Скрибоний не имеет поддержки Рима, произошло восстание боспорян, в ходе которого Скрибоний был убит.
Можно сказать, это была вторая интрига Рима, из которой Динамия вышла победителем: она сохранила жизнь, власть и богатства, укрепила Боспор и его независимость, вольно или невольно, но защитила права поселенцев.

### Третий брак
Август и Агриппа, желая завершить начатое, прислали на Боспор своего ставленника — Полемона I.
Боспорцы, не желавшие входить в единое Панпонтийское государство под римским протекторатом, подняли в 14 г. до н. э. восстание против Полемона I.
Они хотели видеть на троне Динамию, наследницу Митридата. Восстание уже грозило привести к кровопролитию, что в итоге привело бы к римскому вторжению, к которому Боспор ещё не был готов. Чтобы не допустить ненужного кровопролития, Динамия вновь предложила брак уже с третьим мужем — на этот раз с понтийским царём Полемоном I.
Но это уже была ошибка, так как после брака быстро возник конфликт Динамии с Полемоном I, в результате которого она более не имела доступа к реальной власти, а супруг, обладающий ещё и титулом Боспорского царя, начал вести беспрерывные войны на периферии, перераспределяя то, что он отнимал у сторонников Митридата.
Динамия, естественно, не могла смириться с таким оборотом дела, брак был недолгим, так как два года спустя в письменных источниках есть данные о браке Полемона I и Пифодориды, внучки Марка Антония.
Полагают что Динамия скончалась около 12 г. до н. э., не исключают версию отравления по приказу Полемона I. Примерно в это же время погибает и сам Полемон I, от рук аспургиан, которые не только защищали себя, но и возможно мстили и за Динамию.

## Преемник
Примерно в 13 году до н. э. сын Динамии Аспург (родившийся от первого мужа) смог занять престол Боспора и стать родоначальником династии Рескупоридов-Тибериев Юлиев. Динамия, без ведения активных военных действий с Римом, сумела сохранить границы своего государства, укрепить его и подготовить условия для прихода к власти её сына Аспурга — основателя новой династии.

## Изображения
Бронзовый бюст царицы Динамии, выставленный в Эрмитаже, был найден в 1898 году в Широкой Балке (близ Новороссийска).